# 千種有維
千種 有維（ちくさ ありこれ）は、江戸時代前期の公卿。権大納言・千種有能の子。官位は従二位・権大納言。

## 経歴
寛永18年（1641年）に叙爵。以降累進して、寛文6年（1666年）従三位となり公卿に列する。貞享元年（1684年）に武家伝奏役に就任し、朝幕間の取り次ぎにあたった。貞享2年（1685年）に従二位。元禄4年（1691年）に羽林家の最高官職である権大納言となる。
千種家は岩倉家の分家であるため、子のない岩倉具詮に養子として唯一の実子・乗具を出した。その乗具の子の一人・有敬を千種家の養子に迎えて後を継がせている。

## 系譜
- 父：千種有能
- 母：久我通前の娘
- 妻：久我通誠の娘
- 妻：家女房
  - 男子：岩倉乗具（1666-1730）
  - 養子：千種有敬（実父は乗具で有維の孫）